# 真行院 (台東区)
真行院（しんぎょういん）は、東京都台東区にある浄土宗の寺院。

## 歴史
1617年（元和3年）、真行上人によって開山された。松平西福寺の塔頭で、元々は西福寺とともに江戸駿河台に位置していたが、1638年（寛永15年）に現在地に移転した。
江戸時代前期に旗本・阿部忠吉の菩提寺になっている。忠吉の子の阿部豊後守忠秋は大名に列して老中に就任し、「阿部豊後守家」の祖となっている。

## 交通アクセス
- 蔵前駅A3出口より徒歩2分（経路案内）。